# Saison 2021-2022 du Marseille Hockey Club
Saison précédente Saison suivante
La saison 2021-2022 du Marseille Hockey Club est la dixième de l'histoire du club.

L'équipe est entraînée par Luc Tardif Junior.

## Avant-saison
Auréolés d'un titre de champion de France de Division 1 (premier titre de l'histoire du club), Luc Tardif conserve une bonne partie de son effectif à commencer par ses fers de lance de l'attaque Dmitritchev, Makarov, Maslovskis et Nalliod-Izacard qui compensent le top 4 des pointeurs sur la saison. Chez les Français les 4 titulaires en défense sont reconduits, en attaque les frères Villiot restent au club. Les départs marquant de cet intersaison sont ceux de gardiens Hunter Vorva,  impérial lors du carré final notamment, et Benoît Niclot, annoncé chez les Vipers de Montpellier après six saisons au club. Ils sont remplacés par Misa Pietilä passé par l'Alps Hockey League notamment et un jeune gardien amiénois Kilian Guilbaut. Tout comme Guilbaut, deux jeunes Français sont recrutés à la suite d'un camp de détection organisé en collaboration avec le club des Rapaces de Gap ; Roudadoux et Turlure rejoignent les Spartiates respectivement en attaque et en défense. En cours de saison, le club recrute deux nouveaux joueurs : le franco-taïwanais Alzon en défense et Saloranta un attaquant finlandais qui arrive en joker médical. Les deux joueurs ne restent que brièvement le club et ils quittent le club avant le début de l'année 2022.

### Matchs amicaux
5 matchs amicaux sont au programme des Spartiates. Comme depuis plusieurs saisons maintenant ils disputent la Riviera Cup du côté de Nice. En jouant contre les locaux le 10 septembre suivi d'un match contre Gap. Les Diables rouges sont également au programme avec une rencontre le 17 septembre à René Froger. Après ces 3 matchs à l'extérieur, les Spartiates retrouvent leur antre en recevant Chambéry puis Roanne les 22 et 25 septembre.

## Effectif
| No    | Nom                        | Nat. | Position       | Arrivée                                      |
| ----- | -------------------------- | ---- | -------------- | -------------------------------------------- |
| +034, | Misa Pietilä               |      | Gardien de but | 2021 - sans club                             |
| +041, | Kilian Guilbaut            |      | Gardien de but | 2021 - Gothiques d'Amiens U20                |
| +008, | Aurélien Chausserie-Laprée |      | Défenseur      | 2019 - Étoile noire de Strasbourg            |
| +009, | Yohann Alzon               |      | Défenseur      | 2021 - Dragons de Rouen II                   |
| +010, | Mathieu Mony               |      | Défenseur      | Prêt - Rapaces de Gap                        |
| +011, | Louis Cirgues              |      | Défenseur      | Prêt - Rapaces de Gap                        |
| +018, | Lucas Villain              |      | Défenseur      | 2020 - Dragons de Rouen U20                  |
| +022, | Lucas Turlure              |      | Défenseur      | 2021 - Étoile noire de Strasbourg            |
| +033, | Nicolas Deshaies – C       |      | Défenseur      | 2016 - Pingouins de Morzine-Avoriaz-Les Gets |
| +082, | Colin Morillon – A         |      | Défenseur      | 2020 - Diables rouges de Briançon            |
| +086, | Antonin Marcelle           |      | Défenseur      | 2021 - Corsaires de Dunkerque                |
| +007, | Joan Cerdà                 |      | Ailier         | 2020 - Ducs d'Angers U20                     |
| +013, | Ville Saloranta            |      | Ailier         | 2021 - KS Toruń                              |
| +014, | Artiom Dmitritchev         |      | Centre         | 2020 - HK Riazan                             |
| +015, | Maxence Leroux             |      | Ailier         | 2021 - Pionniers de Chamonix Mont-Blanc      |
| +016, | Paul Joubert               |      | Ailier         | Prêt - Rapaces de Gap                        |
| +017, | Henri Ruotsalainen         |      | Ailier         | 2021 - EV Duisburg                           |
| +019, | Maxence Bortino            |      | Ailier         | Prêt - Rapaces de Gap                        |
| +020, | Lucas Chautant             |      | Ailier         | 2021 - Éléphants de Chambéry                 |
| +021, | Augustin Nalliod-Izacard   |      | Centre         | 2020 - Sangliers Arvernes de Clermont        |
| +023, | Marius Roudadoux           |      | Centre         | 2021 - Éléphants de Chambéry                 |
| +036, | Maksim Makarov             |      | Ailier         | 2020 - sans club                             |
| +071, | Thomas Raby                |      | Ailier         | 2019 - Diables rouges de Briançon            |
| +077, | Gaëtan Villiot             |      | Ailier         | 2020 - Brûleurs de loups de Grenoble         |
| +088, | Rūdolfs Maslovskis – A     |      | Centre         | 2020 - HK MOGO                               |
| +096, | Benjamin Villiot           |      | Ailier         | 2017 - sans club                             |
|       | Thibaud Kiener             |      | Ailier         | Prêt - Rapaces de Gap                        |

## Tenues utilisées par l'équipe
| Tenue domicile | Tenue extérieur |

## Compétitions

### Championnat

#### Saison Régulière

##### Classement et statistiques

###### Classement
| Clt   | Équipe            | PJ | V  | VP | D  | DP | BP  | BC  | Diff | Pts     |
| ----- | ----------------- | -- | -- | -- | -- | -- | --- | --- | ---- | ------- |
| +001, | Brest             | 26 | 17 | 4  | 3  | 2  | 114 | 71  | +43  | 61      |
| +002, | Cholet            | 26 | 17 | 1  | 6  | 2  | 108 | 58  | +50  | 55      |
| +003, | Nantes            | 26 | 13 | 3  | 5  | 5  | 115 | 78  | +37  | 50      |
| +004, | Mont-Blanc        | 26 | 16 | 0  | 8  | 2  | 96  | 79  | +17  | 50      |
| +005, | Neuilly-sur-Marne | 26 | 14 | 1  | 9  | 2  | 110 | 102 | +8   | 46      |
| +006, | Caen              | 26 | 9  | 6  | 8  | 3  | 69  | 61  | +8   | 42      |
| +007, | Épinal            | 26 | 11 | 3  | 9  | 3  | 90  | 70  | +20  | 42      |
| +008, | Strasbourg        | 26 | 10 | 4  | 10 | 2  | 103 | 88  | +15  | 40      |
| +009, | Marseille         | 26 | 10 | 3  | 9  | 4  | 97  | 100 | -3   | 40      |
| +010, | Dunkerque         | 26 | 10 | 2  | 14 | 0  | 85  | 96  | -11  | 34      |
| +011, | Chambéry          | 26 | 9  | 2  | 12 | 3  | 75  | 100 | -25  | 32 (-1) |
| +012, | Montpellier       | 26 | 7  | 1  | 16 | 2  | 71  | 99  | -28  | 25      |
| +013, | Tours             | 26 | 7  | 1  | 15 | 3  | 89  | 101 | -12  | 20 (-6) |
| +014, | Clermont-Ferrand  | 26 | 0  | 1  | 25 | 0  | 46  | 166 | -120 | 2       |

- Qualifié pour les huitièmes de finale
- Dispute la poule de maintien

###### Statistiques
| Équipe            | MJ | Supériorité numérique | Supériorité numérique | Supériorité numérique | Supériorité numérique | Inferiorité numérique | Inferiorité numérique | Inferiorité numérique | Inferiorité numérique |
| Équipe            | MJ | BPSUP                 | NB                    | %                     | BCSUP                 | BCINF                 | NB                    | %                     | BPINF                 |
| ----------------- | -- | --------------------- | --------------------- | --------------------- | --------------------- | --------------------- | --------------------- | --------------------- | --------------------- |
| Brest             | 26 | 30                    | 101                   | 29.70                 | 1                     | 24                    | 116                   | 79.31                 | 2                     |
| Caen              | 26 | 13                    | 90                    | 14.44                 | 2                     | 13                    | 108                   | 87.96                 | 1                     |
| Chambéry          | 26 | 30                    | 125                   | 24.00                 | 4                     | 29                    | 121                   | 76.03                 | 0                     |
| Cholet            | 26 | 26                    | 121                   | 21.49                 | 4                     | 22                    | 124                   | 82.26                 | 4                     |
| Clermont-Ferrand  | 26 | 15                    | 119                   | 12.61                 | 5                     | 52                    | 142                   | 63.38                 | 5                     |
| Dunkerque         | 26 | 26                    | 126                   | 20.63                 | 0                     | 34                    | 128                   | 73.44                 | 3                     |
| Épinal            | 26 | 21                    | 108                   | 19.44                 | 2                     | 16                    | 127                   | 87.40                 | 6                     |
| Marseille         | 26 | 35                    | 130                   | 26.92                 | 2                     | 18                    | 95                    | 81.05                 | 4                     |
| Montpellier       | 26 | 16                    | 100                   | 16.00                 | 5                     | 26                    | 96                    | 72.92                 | 2                     |
| Mont-Blanc        | 26 | 20                    | 110                   | 18.18                 | 7                     | 14                    | 118                   | 88.14                 | 3                     |
| Nantes            | 26 | 24                    | 111                   | 21.62                 | 4                     | 18                    | 91                    | 80.22                 | 1                     |
| Neuilly-sur-Marne | 26 | 35                    | 123                   | 28.46                 | 4                     | 28                    | 114                   | 75.44                 | 2                     |
| Strasbourg        | 26 | 30                    | 118                   | 25.42                 | 0                     | 19                    | 122                   | 84.43                 | 5                     |
| Tours             | 26 | 25                    | 131                   | 19.08                 | 2                     | 33                    | 111                   | 70.27                 | 4                     |

## Statistiques

### Statistiques collectives
| Compétition      | Débute au tour | Termine         | Matches joués | Victoires | Victoires prl/tab | Défaites | Défaites prl/tab | Buts pour | Buts contre | Différence |
| ---------------- | -------------- | --------------- | ------------- | --------- | ----------------- | -------- | ---------------- | --------- | ----------- | ---------- |
| Saison Régulière | -              | -               | 26            | 10        | 3                 | 9        | 4                | 97        | 100         | -3         |
| Coupe de France  | Premier tour   | 1/16e de finale | 2             | 1         | 0                 | 1        | 0                | 12        | 6           | +6         |
| Total            | -              | -               | 28            | 11        | 3                 | 10       | 4                | 109       | 106         | +3         |

## Résumé de la saison
Auréolés de leur titre de champions de France de Division 1, les Spartiates démarrent la saison avec une cible dans le dos. Le début de saison est en demi-teinte, si la victoire en entame à Épinal est de bon augure, la lourde défaite à domicile contre Chambéry douche les Marseillais d'entrée. La suite de la saison est sur le même rythme. Les Spartiates alternent les séries de défaites et les victoires. Dans le creux de l'hiver les 5 défaites consécutives seront fatales et le retard pris à ce moment-là ne sera pas rattrapé. Malgré une finale à domicile contre les Spinaliens, les Provençaux échouent à se qualifier ; devant 5.422 personnes (nouveau record d'affluence pour un match de championnat en France) les hommes de Luc Tardif Jr. s'inclinent aux tirs au but et terminent la saison à la 9e place.

## Joueurs en sélections nationales
Après avoir participé à 4 championnats du monde avec les équipes jeunes d'Espagne, Joan Cerdà est sélectionné pour disputer le championnat du monde Division 2A avec l'équipe d'Espagne. Il devient ainsi le deuxième joueur du Marseille Hockey Club à évoluer en équipe nationale durant son passage au club après Jordy Anglés international espagnol également.
| Joueur     | Équipe  | Compétition                | PJ | B | A | Pts | Pun |
| ---------- | ------- | -------------------------- | -- | - | - | --- | --- |
| Joan Cerdà | Espagne | Championnat du monde DII A | 4  | 0 | 1 | 1   | 2   |